# قدمي اليسرى (فلم)
قدمي اليسرى (بالإنجليزية: My left Foot) هو فيلم إيرلندي أُنتِجَ في عام 1989م من إخراج جيم شيريدان ومن بطولة دانييل دي لويس، قصة الفيلم حقيقية تتحدث عن حياة كريستي براون الذي ولد معاقاً بشلل دماغي وشق طريقة للنجومية عبر رسوماته التي انتشرت بالعالم من خلال رسمه بقدمه اليسرى. ظهر بالفيلم أيضاً عدد من النجوم كـبريندا فريكر وراي ماكانلي وفيونا شو . بُني الفيلم على كتاب يحمل نفس الاسم لمؤلفه (كريستي براون) وتم تحويله لنص سنمائي من قِبل (شين كونوتون) و(جيم شيريدان).
تَليى الفيلم ردوداً حسنة من النُقّاد والجماهير على حد سواء، (دانييل دي لويس) قدم دور أشبه بالإعجازي جسد فيه شخصية الكاتب الإيرلندي (كريستي بروان) اللذي  كان مصاب بشلل كلي ولاتتحرك فيه الا قدمه اليسرى فقط والذي على إثره حصد الأوسكار كأفضل ممثل رئيسي وحازت (بريندا فريكر) على جائزة الأوسكار كأفضل ممثلة مُساعدة، كما ترشح الفيلم لثلاث جوائز أوسكار وهي جائزة أفضل مخرج وجائزة أفضل سيناريو مُقتبس وجائزة أفضل فيلم.

## القصة
يُفتتح بمشهد (كرسيتي براون) المُصاب بالشلل الدماغي الذي يَذهبُ لحفل خيري، يلتقي هناك بـ(ماري كار) المسؤولة عنه أثناء الحفل ويُعطيها نُسخةً من كتابه لتقوم بقراءته. وُلدَ (كريستي) في أسرة فقيرة ولم يكن في بداية عُمره قادِراً على السير أو الكلام، وقال الأطباء لأمه آن ذاك أنه سيكون عِبئاً ثقيلاً على الأسرة، ومع ذلك فقد تلقى الدعم والمحبة واعتنت به أمه أشد اعتناء. في يومٍ ما أخذ (كريستي) قطعة طباشير وأمسكها بقدمه اليُسرى -وهو الطرف الوحيد المتحرك من بين أطرافه الأربعة- وكَتَب كلمة MOTHER على الأرض.
ومن هنا بدأ (كريستي) تطوير نفسه بالرسم، ولم تمنعه الإعاقة من لعبة كرة القدم مع أولاد الجيران أو الجلوس معهم في ألعاب التحدي، بل كان كغيره من الأولاد يلعب ويمرح. حتى وقع في حُب فتاة من الحيّ؛ فرسم لها رسمة يُعبّر بها عن حُبه ولكنها لم تقبله. ثُمّ تَمر الأيام ويترك والده وظيفته، فتواجه الأسرة ظروفاً قاسية من الفقر الشديد. وقد كان الشتاء على الأبواب فقام هو وإخوته بسرقة فحمٍ للوقاية من سقيع الشتاء.
تروح الأيام وتجيء ويتعرف (كريستي) على (آيلين كول) وهي طبيبة تملك مدرسة لمرضة الشلل الدماغي فتأخذه معها وتبدأ بعلاجه، فكان من نتائج ذلك أنه أصبح قادراً على الكلام بشكل أوضح. يَقع (كريستي) بحب (آيلين) الذي يُدركُ لاحقاً أنها مخطوبة بالفعل وأن زواجها قد قَرُبَ وقته؛ فيغضب كثيراً لأجل ذلك، ونتيجة لذلك يُحاول الانتحار ولكنه لا يستطيع. قبل ذلك تطلب (كول) من صديق أن يرعى معرضاً لرسومات (كريستي) فيقبل ذاك الأخير ويصبح هناك معرضاً لرسوماته يلقى نجاحاً جيداً. عقبَ ذلك يُقرر أن يكتب قصة حياته وكان من المقترح تسمية الكتاب بـ(ذكريات رجل معاق) ولكنه غيّره لـ(قدمي اليُسرى). وأثناء الحفلة الخيرية يطلب (كريستي) بالزواج من (ماري كار) والتي تقبل به فيما بعد.

## قائمة الممثلين
- دانيال دي لويس بدور كريستي براون.
- بريندا فريكر بدور بريدجت براون.
- راي ماكانللي بدور بادي براون.
- فيونا شو بدور الدكتورة آيلين كول.
- هيو أوكونور بدور كريستي براون الصغير.
- كريستين شيردين بدور شارون براون.
- آليسون ويلان بدور شيلا براون.
- إنا ماكليان بدور بيني براون.
- ديكلان كروغن بدور توم براون.
- ماري كونرمي بدور سادي براون.

## الإنتاج
صُورت العديد من المشاهد من خلال المرآة حيث إن (دانيال لويس) لا يستطيع التحكم بقدمه اليُسرى بشكل جيد. وقد قضى بعض الوقت للتدريب على الدور. وصور الفيلم في دبلن.

## الإستقبال الجماهيري والجوائز

### ردور الفعل
حصل الفيلم على إشادة وردور فعل إيجابية، وقد حصل الفلم على درجة تامة 100% على أساس 33 مُراجِعاً في موقع الطماطم الفاسدة. وحصل على تقييم ما متوسطه 8.2 من 10.

### الجوائز والترشيحات
ترشح الفيلم بخمس جوائز أوسكار ونال على اثنتين منها. كما أنه فاز بجائزتي بافتا وجائزة دائة النُقّاد في نيويورك.
| قائمة بالجوائز والترشيحات           | قائمة بالجوائز والترشيحات | قائمة بالجوائز والترشيحات | قائمة بالجوائز والترشيحات | قائمة بالجوائز والترشيحات |
| الجائزة                             | تاريخ الحفل               | الفئة                     | المُرشحين                  | النتيجة                   |
| ----------------------------------- | ------------------------- | ------------------------- | ------------------------- | ------------------------- |
| جوائز الأوسكار                      | 26 مارس 1990              | أفضل ممثل                 | دانيال لويس               | فوز                       |
| جوائز الأوسكار                      | 26 مارس 1990              | أفضل ممثلة مساعدة         | بريندا فريكر              | فوز                       |
| جوائز الأوسكار                      | 26 مارس 1990              | أفضل فيلم                 | نويل بيرسون               | رُشِّح                       |
| جوائز الأوسكار                      | 26 مارس 1990              | أفضل إخراج                | جيم شيردان                | رُشِّح                       |
| جوائز الأوسكار                      | 26 مارس 1990              | أفضل سيناريو              | شين كونوتون وجيم شيريدان  | رُشِّح                       |
| جوائز البافتا                       | 1990                      | أفضل ممثل                 | دانيال لويس               | فوز                       |
| جوائز البافتا                       | 1990                      | أفضل ممثل مساعد           | راي ماكانلي               | فوز                       |
| جوائز البافتا                       | 1990                      | أفضل فيلم                 | قدمي اليسرى               | رُشِّح                       |
| جوائز البافتا                       | 1990                      | أفضل سيناريو              | شين كونوتون وجيم شيريدان  | رُشِّح                       |
| جوائز البافتا                       | 1990                      | أفضل مكياج                | كين جينينغز               | رُشِّح                       |
| جائزة الأفلام الأوروبية             | 25 نوفمبر 1989            | أفضل ممثل                 | دانيال لويس               | رُشِّح                       |
| جوائز الغولدن غلوب                  | 20 يناير 1990             | أفضل ممثل                 | دانيال لويس               | رُشِّح                       |
| جوائز الغولدن غلوب                  | 20 يناير 1990             | أفضل ممثلة مساعدة         | بريندا فريكر              | رُشِّح                       |
| جوائز الروح المستقلة                | 24 مارس 1990              | أفضل فلم أجنبي            | ‘’قدمي اليسرى’’           | رُشِّح                       |
| جوائز النُقّاد في لندن                |                           | ممثل العام                | دانيال لويس               | فوز                       |
| جوائز النقاد في لوس أنجلوس          | 16 يناير 1990             | أفضل ممثل                 | دانيال لويس               | فوز                       |
| جوائز النقاد في لوس أنجلوس          | 16 يناير 1990             | أفضل ممثلة مساعدة         | بريندا فريكر              | فوز                       |
| جوائز الجمعية الوطنية لنقاد السينما | 8 يناير 1990              | أفضل ممثل                 | دانيال لويس               | فوز                       |
| جوائز النقاد في نيويورك             | 14 يناير 1990             | أفضل فيلم                 | ‘’My Left Foot’’          | فوز                       |
| جوائز النقاد في نيويورك             | 14 يناير 1990             | أفضل ممثل                 | دانيال لويس               | فوز                       |
| جوائز نقابة الكتاب الأمريكية        | 18 مارس 1990              | أفضل ممثل                 | دانيال لويس               | رُشِّح                       |
| جائزة الفنان الصغير                 | مارس 1990                 | أفضل ممثل شاب             | هيو أوكونور               | فوز                       |
| جائزة الفنان الصغير                 | مارس 1990                 | أفضل فيلم درامي           | ‘’My Left Foot’’          | رُشِّح                       |

== مراجع ==
1. ↑  "My Left Foot (1989)". بوكس أوفيس موجو. مؤرشف من الأصل في 2018-07-14. اطلع عليه بتاريخ 2012-12-18.
2. ↑  The Irish Filmography 1896-1996; Red Mountain Press; 1996. Page 43
3. ↑  Jordan, Anthony J. Daniel Day Lewis, Gentleman, A Memoir. pp. 1–22.
4. ↑  "My Left Foot – Rotten Tomatoes". Rotten Tomatoes. Retrieved 18 December 2012. نسخة محفوظة 28 نوفمبر 2017 على موقع واي باك مشين.

## وصلات خارجية
- مقالات تستعمل روابط فنية بلا صلة مع ويكي بيانات